# Doubrovka (métro de Moscou)
Pour les articles homonymes, voir Doubrovka.
Doubrovka (en russe : Дубро́вка et en anglais : Dubrovka) est une station de la ligne Lioublinsko-Dmitrovskaïa (ligne 10 verte) du métro de Moscou, située sur le territoire du raïon Ioujnoportovy dans le district administratif sud-est de Moscou.

## Situation sur le réseau
Établie en souterrain, à 62 mètres sous le niveau du sol, la station Doubrovka est située au point 065+77,5 de la ligne Lioublinsko-Dmitrovskaïa (ligne 10 verte), entre les stations Krestianskaïa zastava (en direction de Petrovsko-Razoumovskaïa) et Kojoukhovskaïa (en direction de Ziablikovo).